# Marcus Thames
Marcus Markley Thames [ˈtɪmz] (* 6. März 1977 in Louisville, Mississippi) ist ein ehemaliger US-amerikanischer Baseballspieler in der Major League Baseball (MLB). Sein letzter Verein waren die Los Angeles Dodgers.

## Karriere

### New York Yankees
Nach dem College in Decatur, Mississippi, wurde Thames im MLB Draft 1996 in der 30. Runde von den New York Yankees gewählt und spielte zunächst im Farmsystem der Yankees. Seine beste Saison in den Minor Leagues hatte er 2001 beim AA-Team Norwich Navigators mit einem Batting Average von .321 bei 31 Home Runs und 97 RBIs. Aufgrund seiner Leistungen wurde er in diesem Jahr in das Minor League All-Star-Team berufen.
Am 10. Juni 2002 gab Thames sein Debüt in der Major League und schlug gleich in seinem ersten At-Bat einen Home Run auf den ersten Pitch von Randy Johnson (Arizona Diamondbacks). Dennoch war seine Zeit in der MLB zunächst von kurzer Dauer, da er von den Yankees schon am 27. Juni 2003 wieder zum Triple-A-Team Columbus Clippers zurückgeschickt wurde. Dort begann er auch die Saison 2003.

### Texas Rangers
Im Juni 2003 wurde er von den Yankees zu den Texas Rangers transferiert, die ihn ebenfalls in ihrem Triple-A-Team einsetzten. Zum Saisonschluss wurde er Free Agent und unterschrieb im Dezember 2003 einen Vertrag bei den Detroit Tigers.

### Detroit Tigers
Bei den Tigers spielte Thames in den folgenden beiden Jahre abwechselnd in der MLB und dem Triple-A-Team Toledo Mud Hens. 2006 gehörte er erstmals zum Roster der Tigers am Saisonanfang. Er kam zunächst nur vereinzelt zum Einsatz, erhielt aber mehr Spielzeit nach Verletzungen anderer Outfielder. Zum Saisonende stand ein Batting Average von .256 bei 26 Home Runs und 60 RBIs in nur 348 At-Bats zu Buche. Ab 2007 wurde Thames von den Tigers auch auf der ersten Base eingesetzt und konnte daher in mehr Spielen, insbesondere gegen linkshändige Pitcher, starten. 2008 konnte er im Juni in sechs aufeinander folgenden Spielen jeweils einen Home Run schlagen – eine Leistung, die bis dahin nur von vier anderen Spieler erzielt worden war (Rudy York, Hank Greenberg, Vic Wertz  und Willie Horton). Außerdem war jeder seiner acht Hits in zehn aufeinander folgenden Spielen ein Home Run. Für die Saison 2009 schloss Thames einen Ein-Jahres-Vertrag mit den Tigers und spielte als  Outfielder und Designated Hitter. Am 9. August 2009 schlug der den 100. Home Run seiner Karriere. Zum Ende der Saison lehnten die Tigers eine Vertragsverlängerung ab.

### New York Yankees
Im Februar 2010 unterschrieb Thames einen Vertrag für die Minor Leagues bei den New York Yankees, wurde aber in das Roster der Yankees aufgenommen. In der regulären Saison kam er in 82 Spielen zum Einsatz, zumeist gegen linkshändige Pitcher. Er schlug 12 Home Runs und erreichte einen Batting Average von .288. In mehreren Spielen waren Hits von Thames spielentscheidend: Am 17. Mai schlug er einen Walk-Off Home Run gegen die Boston Red Sox und am 4. Juli beendete ein Single das  Spiel gegen die Toronto Blue Jays zu Gunsten der Yankees. Zwischen dem 24. und 30. August schlug er sechs Home Runs mit 11 RBIs in 23 At-Bats.

### Los Angeles Dodgers
Im Januar 2011 unterschrieb Thames einen Ein-Jahres-Vertrag bei den Los Angeles Dodgers für 1 Mio. US-Dollar.

## Privatleben
Thames ist verheiratet und Vater zweier Töchter: Deja (geboren 1997) und Jade (geboren 2007).